# Église Gran Madre di Dio de Turin
Pour les articles homonymes, voir Gran Madre di Dio.
L'église Gran Madre di Dio est une église de style néoclassique située à Turin en face de la place Vittorio Veneto, sur le côté est du pont Vittorio Emanuele I.

## Histoire et description

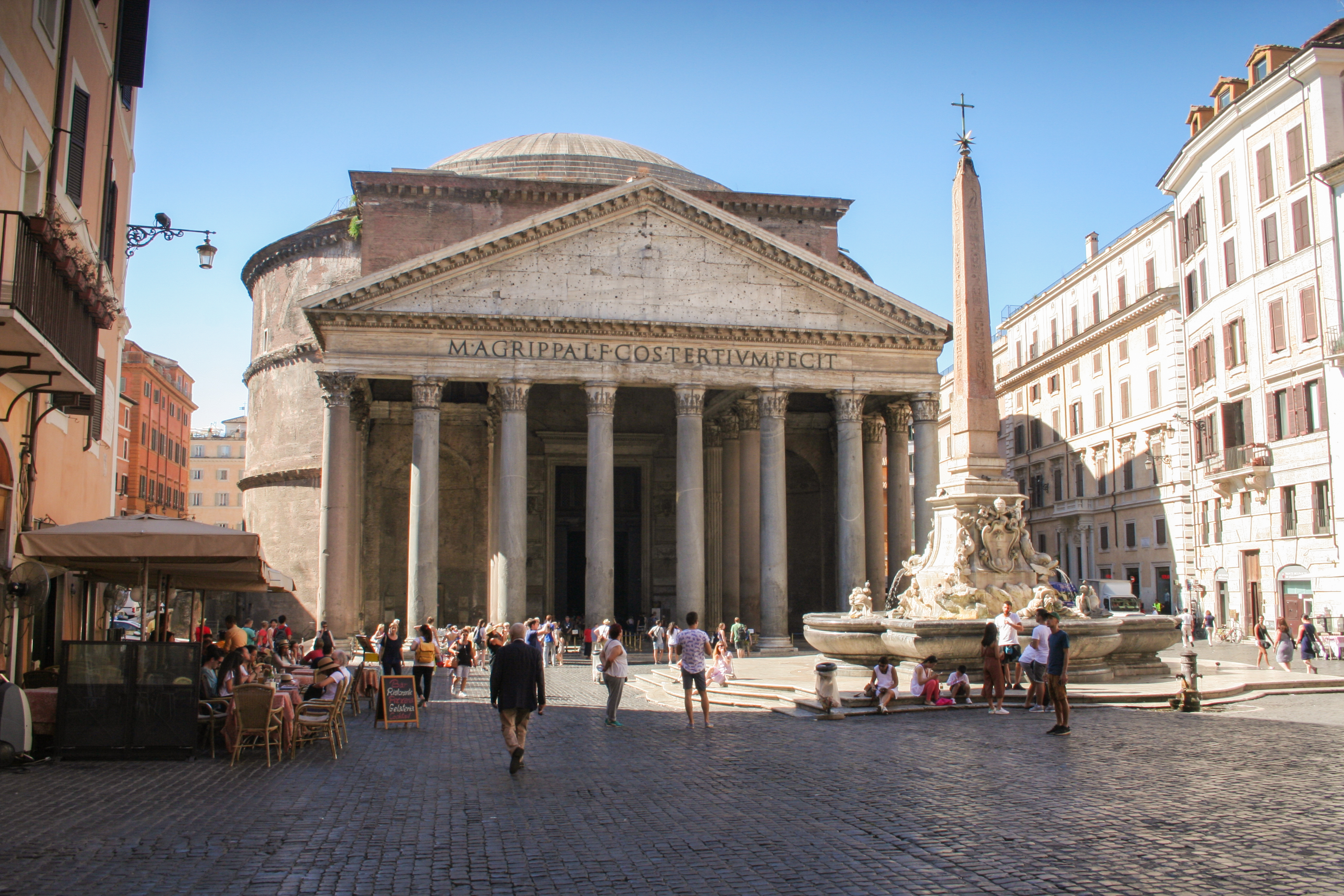
Le Panthéon de Rome, construit en -27 av. J.-C., et qui a servi de modèle à l'église.

L'église a été projetée en 1814 afin de célébrer le retour sur le trône du roi Victor-Emmanuel Ier après la défaite de Napoléon Ier. Le projet de l'architecte Ferdinando Bonsignore est retenu à l'issue d'un concours. La construction de l'édifice débute en 1818, s'arrête pendant une décennie puis reprend en 1827. Le pont est inauguré en 1831 sous le règne de Charles-Albert de Sardaigne.
D'autres architectes et ingénieurs ont contribué à la construction : Luigi Canina Giuseppe Formento et Virginio Bordino. Ce dernier a contribué à augmenter le nombre de colonnes de la façade. De part et d'autre de l'escalier d'entrée se trouvent deux statues, la Foi (avec calice) et la  Religion de Carlo Chelli. Le tympan de l'église comporte l'écriture : ORDO POPVLVSQVE TAVRINVS OB ADVENTVM REGIS (« La noblesse et le peuple de Turin pour le retour du Roi »). L'architecture de l'église rappelle celle du Panthéon de Rome.
L'escalier de l'église Gran Madre apparaît dans le film L'or se barre (1969) de Peter Collinson.
Le Grand-Orgue de tribune a été construit en 1830 par Eugenio Maroni Biroldi et a été restauré en 1973 par Emilio Piccinelli. 
Il comporte 33 jeux répartis sur 2 claviers et un clavier, doté de 44 registres et de nombreuses combinaisons libres.
Le pape Jean Paul II s'y est arrêté prier en 1980.

## Images

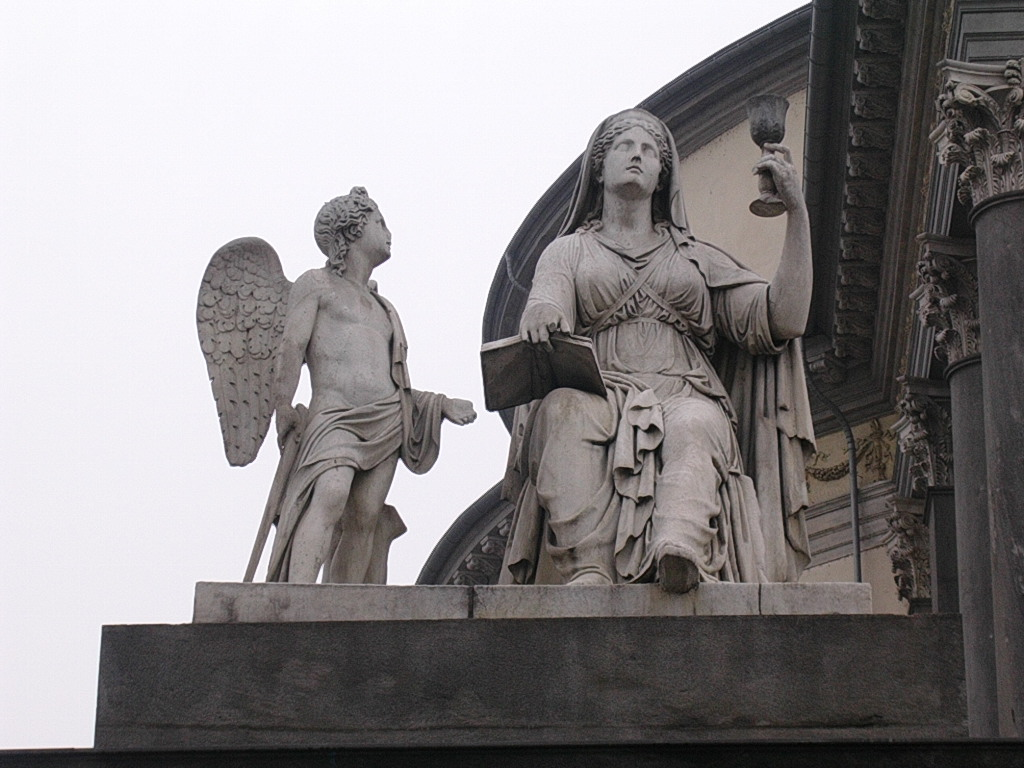
Statue de la Foi
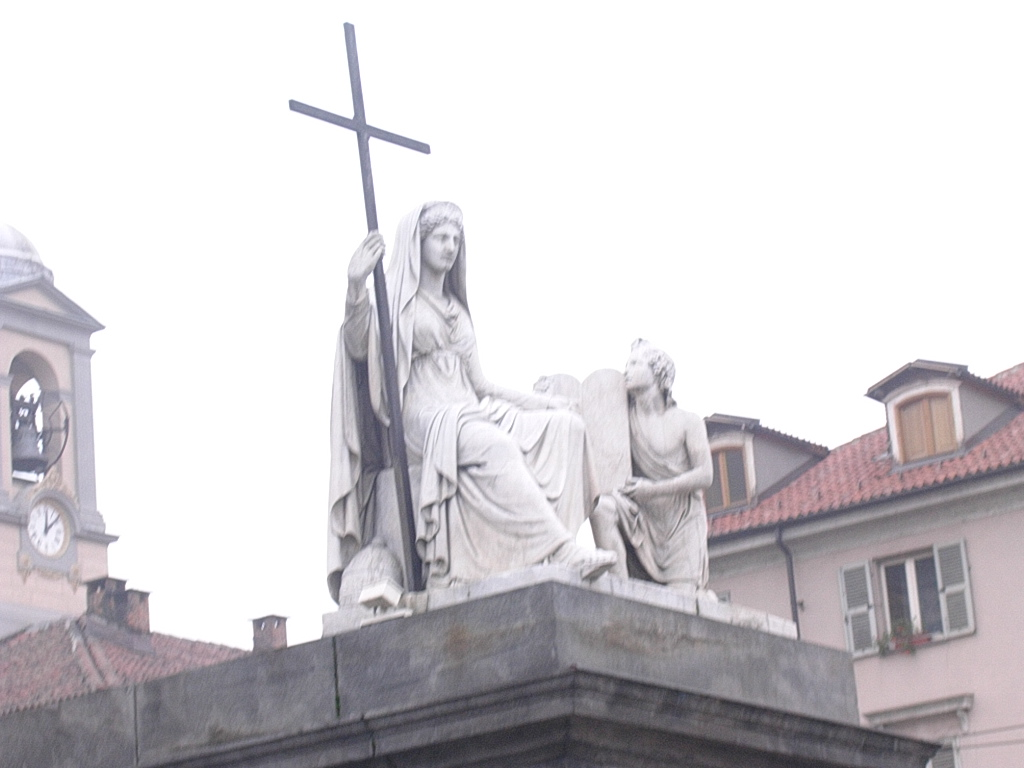
Statue de la Religion
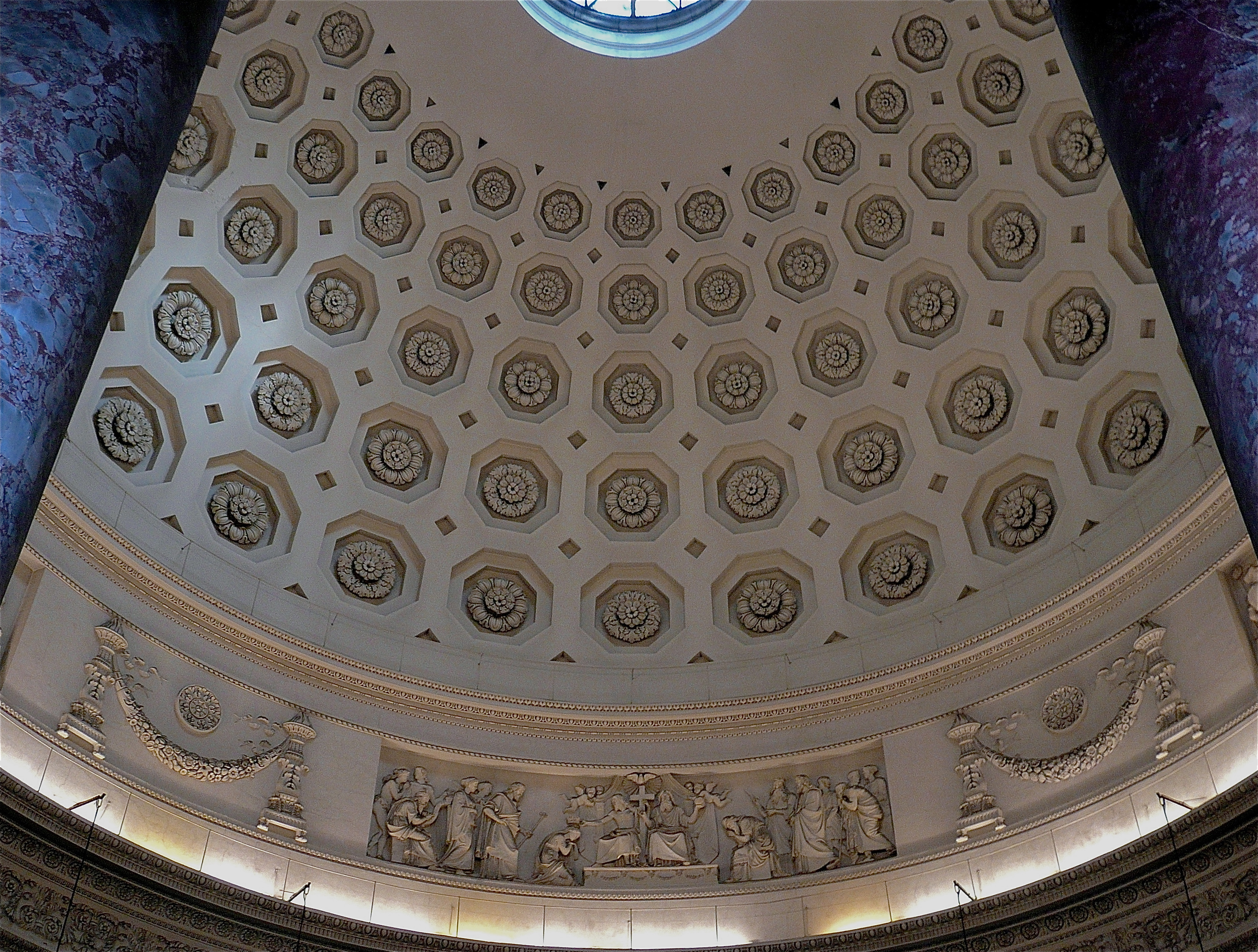
Intérieur de la coupole

## Source de traduction
- (en) Cet article est partiellement ou en totalité issu de l’article de Wikipédia en anglais intitulé « Gran Madre di Dio, Turin » (voir la liste des auteurs).